# Kouklitsa (village)
Kouklitsa ou Kuklica (en macédonien Куклица) est un village du nord-est de la Macédoine du Nord, situé dans la municipalité de Kratovo. Le village comptait 97 habitants en 2002. Il est connu pour ses cheminées de fées.

## Démographie
Lors du recensement de 2002, le village comptait :
- Macédoniens : 97